# Brändöhamnsrevet
Brändöhamnsrevet  is een Zweedse zandbank / rif behorend tot de Lule-archipel. De zandbank / rif ligt voor de zuidelijke haven van Storbrändön, maar wel in de lengterichting van de vaarroute. Het heeft geen oeververbinding en is onbebouwd.